# Kacsics nemzetség
A Kacsics nemzetség (horvátul: Kačić, latinul: Cacich) ősi horvát nemzetség, az egyik legbefolyásosabb horvát nemesi család volt. Egyike volt annak a tizenkét horvát nemesi törzsnek, amelyet a Pacta conventa és a Supetari kartulárium is említ. A történelmi források e család tagjait a 12. és 16. század között Zára és Biograd vidékén található Luka zsupánia nemeseiként, a 12. és 13. században Omiš uraiként (knyáz), a 15. és 16. században a makarskai riviéra uraiként említik. A család másik kiemelkedő ága Kacsics néven a magyar nemességhez tartozott, és onnan ágazott szét számos nagyhírű családra, köztük a Szécsényiekre is.
Az Omiši-ág tagjai az Adriai-tengeren folytatott kalózkodásról, a Velencével való összecsapásokról voltak ismertek, sőt Pataria eretnekséggel is megvádolták őket. A makarskai ághoz tartozott Andrija Kačić Miošić horvát költő és ferences szerzetes, akinek „Razgovor ugodni naroda slovinskog” (A szláv emberek kellemes beszélgetése, 1756) című műve több mint egy évszázadig az egyik legnépszerűbb horvát irodalmi alkotás volt. A magyar ág nevezetes tagjai pedig Horvátország és Szlavónia bánjai voltak.

## A név eredete
A nemzetség neve a szláv „kača” (kígyó) főnévből származik Ezt támasztja alá az a tény is, hogy a család makarskai ágának a 17. századi címere kígyót ábrázol, csak az vitatott, hogy a címer azért ábrázol kígyót, mert a családnevet ebből magyarázták, vagy azért nevezték a családot így, mert címere kígyót ábrázol. A családnév szláv eredete azonban így is kétségtelen.

## A nemzetség horvátországi története
A Kačić család első említése a Kálmán király és a horvát nemesség 12 törzse közötti, vitatott hitelességű egyezményre a Pacta conventára vezethető vissza, amely szerint a horvát nemesség elfogadta Kálmánt Horvátország új királyának. Az egyezmény egyik aláírója a Kačić nemzetség képviseletében Juraj Kačić (Comittem Gurram de genere Chaçittorum) volt.  A Supetari Kartulátum szerint a nemzetség egyike volt annak a hat törzsnek, amelyek a bánokat választották, és akik új királyt is választhattak abban az esetben, ha az előző király úgy halt meg, hogy nem hagyott örökösöket.

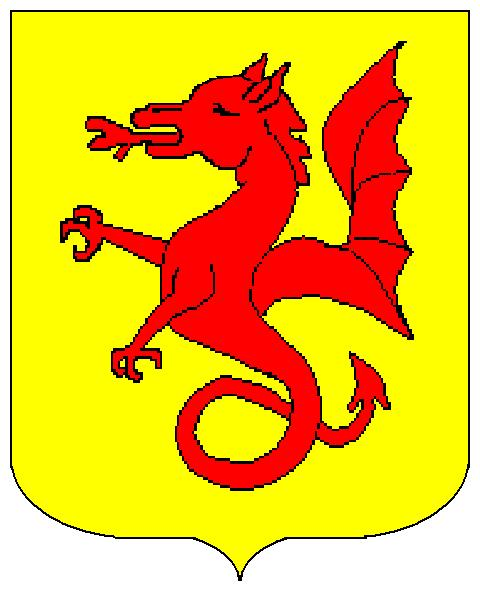
A Kačić család címere

Kačićok minden kétséget kizáró első említése 1165-ből származik, amikor a bizánci krónikás, Jóannész Kinnamosz azt írja, hogy Horvátországban és Dalmáciában 57 város, valamint a „Kačićok nemzetsége” került bizánci fennhatóság alá . A Kačićokat többnyire adásvételi szerződések és birtokperek okirataiban, illetve tanúként jegyezték fel. 1182-ben Miroš Kačić és fia, Dobroš, korábban pedig Miroš apja, Toljen, Tinj bírája,  Toliš Kačić fiaival, Jurajjal és Deškoval Premko Kačić fiaival, Dragoš-sal és Pribislavval, és valószínűleg Otra fiával, Dragoslavval az első kifejezetten említett nemesek, akik Kačić nemzetség tagjaiként szerepelnek az oklevelekben.
A Kačić nemzetség első horvátországi szállásterülete Zára hátországban, a Krka-folyó közelében volt, de amikor IV. Krešimir horvát király elfoglalta a Paganiát, a család néhány tagja valószínűleg áttelepült a Cetina és a Neretva folyók közé. A Zára-Biograd vidékén élő Kačićok és az omiši knyáz (knez) Kačićok társadalmi megkülönböztetése továbbra is bizonytalan, de a két család rokonnak tekinthető. A legegyértelműbb kapcsolat az a nemzetséghez tartozó Hodimir nevű nemes, akit 1207-ben említ egy, a Tinj melletti Bubnjaniban álló Szent Péter templommal kapcsolatos oklevél. akinek Nikola nevű fia omiši knyáz volt.
A 12. és 13. században Kačićok Zára térségében, Tinj, Nadin, Kačina Gorica, Kokićani és Kamenjani tágabb körzetében birtokoltak földeket. A 14. század közepétől a 15. századig birtokaik kiterjedtek Podnadinra, Bistrovinára, Butinára, Kačina Goricára, Suhovaramra, Grguricavasra és Krnezára, valamint e falvak tágabb területére.  A nemzetség központja Nadinban volt, de néhány család Zára, Nin és esetleg Pag területén is élt, ahol „dominum Caçigh”-ot említik. Marko Marković szerint a 11. század elején Nadintól nyugatra fekvő földeket a Lapčan nemzetség, míg keleten a Kašić nemzetség uralta.A Kačić nemzetség neve a Kačina Gorica, Kačišćina (Bistrovina állítólagos második neve), Kačićić (Chacichich) és Kačić (Cacich) helynevekben ma is megtalálható.
A 14. században a családtagok nemzetség nevével („de Generatione Cacich”) kezdték azonosítani magukat. A következő időszakban a Kačićok három ágon keresztül követhetők nyomon A 15-17. században egy ág Cazin és Bosanska Krupa tágabb körzetében telepedett le, ahol 1487-ben vita alakult ki köztük és a Babonić nemesi család között. A nadini Kačićok utolsó említése 1527-ből származik, amikor Šimun  az oszmán hódítás nyomán a zárai fellegvárban tartózkodott. 

### Az omiši ág
Omiš első ismert knyázát Nikolát az 1167-ben Kotorral kötött békeszerződés említi először. A knyáz hatalma akkoriban elég erős volt ahhoz, hogy 1180-ban kivégeztesse Rogerius spalatoi érseket. A család politikai befolyása ekkor Brač és Hvar szigetére is kiterjedt, a szintén a Kačić nemzetségbe tartozó Breueco (Brečko) pedig Sebenico zsupánia zsupáni tisztségét töltötte be. Rogerius érsek, aki Horvátország Bizánc kormányzójaként I. Manuél bizánci császárt is szolgálta, ugyanis vitába keveredett a Kačićokkkal egy Mosor környéki birtok körül. 1178 és 1179 között említenek egy „conte Nicola Aprico” nevű grófot, aki Spalato városának két vitarendezése során is feltűnik, és ugyanannak a már fent említett Nikola knyáznak tekinthető. 1190-ben ugyanő békeszerződést kötött Raguzával. A Kotorral kötött 1167-es egyezményhez hasonlóan az 1190-es egyezmény is biztonságos és ingyenes hajózást biztosított a raguzai hajóknak Molunatból Orebićbe.
Az omiši knyázok fennhatósága alatti terület akkoriban magában foglalta Brač, Hvar és Vis szigeteket, és valószínűleg egy időben Korculát is, továbbá lehetséges, hogy északon Poljica és Žrnovnica, délen pedig Makarska partjaira is kiterjedhetett. A 13. században a grófság központja Omiš volt, az omiši knyázt pedig a források „comes” (gróf) címmel illetik. A 13. században a korabeli források alapján úgy lásztik, hogy ezt a rangot csak a Kačićok (Kačići) viselték és nagyfokú függetlenséget vívtak ki a királyi hatalommal szemben, rákényszerítve uralmukat az egész régióra.
1208-ban, amikor a Kačićok békeszerződést kötöttek Velencével, a nemzetséghez tartozó Desislav, Radoš, Dragan, Bogdan és Sinko testvéreket Sebena knyáz megemlíti az oklevélben. 1215 februárjában a Kačićokat először vádolják kalózkodással. 1220-ban II. András magyar király a királyi hadsereg megtorlásával fenyegette meg Malduč knyázt és rokonait, ha nem vetnek véget a kalózkodásnak és az eretnekségnek. 1221 májusában III. Honorius pápa Aconcius nevű legátusát küldte Spalato polgáraihoz, többek között a kalózkodás meggátolása és a keresztes lovagok védelme érdekében. 1222-ben a pápa Raguza lakosaitól kért segítséget a boszniai eretnekek és az omiši kalózok tevékenysége ellen. Erőfeszítései azonban csakúgy, mint Guncel spalatoi érsek erőfeszítései csak ideiglenes békét eredményeztek az omiši Kačićokkal (Cacecli Almesiani).  1232-ben a velenceiek és a raguzaiak megállapodást kötöttek, hogy Raguza nem engedheti be Kačićokat és Omišiakat, és ha Velence hajókat küldene a Kačićok ellen, Raguzának egy legalább 50 fős hajóval kell csatlakoznia a velenceiekhez.
1239 májusában Hodimir fia Nikola és Malduč fia Pribislav óvadékot követelt egy Omišiért, aki meggyilkolta Grubeša dubrovniki nemest, és kifosztotta hajóját. A felek abban is megállapodtak, hogy az Omišiak kártérítést fizetnek az elrabolt személyes javakért. Ugyanebben az évben Omišban Nikola knyáz és rokonai békét kötöttek Hummal és Spalatóval és beleegyeztek, hogy kifizetik azokat a károkat, melyeket akkor okoztak, amikor Malduš unokaöccse, Toljen feldúlta Spalato városát. A kártérítést azonban nem fizették ki, ami a következő évben konfliktushoz vezetett. 1240 első felében az Omiš elleni sikertelen támadás után a spalatói hadsereg elfoglalta Bračot. A konfliktus egészen a békemegállapodásig tartott, amelyben a Kačić nembeli Osor fivérei Spalatóban hagyták hajóikat, és lemondtak a fosztogatásról. Malduč fiai, Pribislav és Osor ekkor Hvar és Brač urai voltak.
1244 márciusában II. Frigyes német-római császár háborúval fenyegette meg az omišiakat az apuliai partok mentén elszenvedett károk miatt. 1245 márciusában Hodimir fia Nikola knyáz száz omiši polgárával, valamint Pribislav, Osor, Juraj, Radoš (Bogdan fia), Slomir és Prodan (Dragan fia) knyázokkal szerződést kötött Raguzával, mely szerint, ha a király a Kačićokat és Omišiakat hívná segítségül a Raguza elleni támadásban, azok a lehető legkisebb erővel vesznek részt ebben. 1252–54-ben Juraj segített a szerb Uroš Istvánnak a raguzaiakkal vívott háborúban, mivel korábban feleségül vette István lányát. 1256-ban IV. Béla magyar király és István bán döntöttek az Osor knyáz és Trau városa közötti vitában, mely Bijaći falu birtoklásáról keletkezett. 1258-ban, amikor a király megerősítette az Omišiak jogait, Osor és Radoš knyázokat „királyi nemeseknek” nevezte. 1267-ben és 1268-ban a dózse figyelmeztette Spalato polgárait, hogy ne segítsenek az omiši kalózoknak. 1271-ben a kalózok kifosztottak egy hajót, amelyen az itáliai Trani érseke Raguzába utazott. Hasonló eset történt 1273-ban, amikor a Stanoj és Saracen parancsnoksága alatt álló kalózok kifosztották Henrik kefalóniai püspök hajóját.
I. Károly szicíliai király 1274 júniusában és szeptemberében szövetséget írt alá Spalatoval és Sebenicoval az omiši kalózok ellen. A húsz évre szóló békeszerződésnek megfelelően, melyet Radoš, Bogdan, Juraj és Semen knyázok írtak alá, az omišiak augusztusban szövetséget kötöttek Velencével. Ez 1275-ben konfliktust váltott ki a szárazföldön és a tengeren. A következő évek eseményei nem ismertek, de 1278 áprilisában Hvar és Brač szigetei, Omiš pedig 1281-ben elismerték a velencei fennhatóságot.
A 13. század végén a Kačić család omiši ága a nagyhatalmak közötti viszályokba keveredett és ez helyi, örökletes uralmuk megszűnéséhez vezetett, de valószínűleg továbbra is a környéken éltek. Az 1270-es évek végén és az 1280-as évek elején Velencével vívott háború Omiš elvesztéséhez vezetett, melyet a Šubić nemzetségből származó knyázok szereztek meg. Az omiši Kačićokat utoljára 1294-ben említették, amikor a velenceiek levelet írtak a raguzaiaknak, hogy kártérítést kérjenek a raguzai hatóságoktól, akik nem küldtek fegyveres hajót az omiši kalózok ellen. Nem ismert, hogy az 1285-ben Raguzában említett Matej Kačić fia Ivan rokonságban állt-e az omiši Kačićokkal. Ezt követően Kačićokat már nem említik.

### A makarskai ág
A Kačićok valószínűleg az omiši Kačićok leszármazottaiként a 15. századi források szerint a makarskai riviérán (Krajina) tűnnek fel újra. A család legismertebb tagja, Andrija Kačić Miošić családfája szerint a család egyik ága Magyarországra került, majd visszatértve Dalmáciába, az egyik testvér Zárába, egy másik Sebenicoba, az utolsó kettő pedig a Makarskai riviérára ment, ahol Gradacban és Trpanjban kezdtek kastélyokat építeni, valamint a Pugliáig terjedő területen kalózkodtak. A makarskai ág első ismert tagja Vrsajko volt. A család ezután 14. század második felében a genealógia szerint fiától, Barántól ágazott szét. Baran fiai, Vukašin, Vukić, Andrijaš és Baran kerültek említésre a történelmi dokumentumokban. Ostoja István bosnyák király 1417-ben megerősítette vazallusainak Vukašinnak, Barannak és Juraj Vukačićnak Makar, Drvenik, Pasičina, Miluse, Lapčanj birtokokhoz fűződő jogait, amelyeket korábban II. István bosnyák bán és I. Tvrtko bosnyák király is megerősített.
1452 júliusában a család Grubiša nevű tagja Velencében kérelmet nyújtott be, hogy családját és Krajina összes lakosát velencei védelem alá helyezze. Velence elfogadta a kérést, megerősítette régi szokásjogaikat, amelyeket már más urak és a bosnyák királyok uralma alatt is megillették őket, emellett lehetővé tette egy erőd építsét ott, ahol előtte is állt, illetve kikötő alapítását Makarban az áruk kirakodásához. Egyúttal megbocsátotta a család által elkövetett régebbi erőszakoskodásokat. A Neretva és a Cetina folyók között Kačićok és Krajina lakosai saját költségükön harcoltak, ugyanakkor Velencének adóztak.
1498-ban a velenceiek egyik hvari bizalmasa arról számolt be, hogy a törökök 25 hajót készítettek elő a Krajina és Kačićok elleni tengeri támadásra. A következő évben a török meghódította területüket. 1500-ban a Spalato kormányzója jelentette Velencének, hogy az oszmánok több spalatoi küldöttet elfogtak, és csak Juraj Markovic török alattvalónak és velenceiek barátjának köszönhetően érkeztek meg épségben Mostarba.
A török uralom idején Kačićokat csak riktkán említik, de tudni lehet, hogy folyamatosan ott éltek. A 17. század elejétől az iratokban ismét nyomon követhetők, de több partvidéki knyáztól leszármazott ág családtagjaként. A 17. és 18. században a család tovább terjeszkedett, és önálló nemzetséggé vált. Nevüket általában a „Kačić” családnévvel és a „conte” címmel találjuk. A genealógia szerint Vukašin fiaiból Vukmir, Grubiša, Radoja és Radonjából három ág jött létre. Településenként Vukmir leszármazottai gradaci Kačićok, míg Radonja és Grubiša leszármazottai a bristi Kačićok voltak. Az első ágból származtak a Jurčević, Viskić (Visko), Stipić, Pekić (Peko) és Bartolović (idősebb Sladojević), míg a második ágból a Miošić, Aleksić (Alesić), Žarković és Barišić (Barešić) családok. (A Kačić-Bartolović vagy Bartulović ág tagja az 1995-ben alakult Horvát Nemesi Szövetségnek.) Baran fiától, a kotišinai Vukićtól származott Ivan, akinek ága a Terzić nevet vette fel, míg Vukić dédunokájától Šimuntól a Šimunović család (a 17. században kihalt). Kotišinából származtak a Marković és valószínűleg Begić családok. Baran fiából Andrijaštól származtak a Šiljić (Šilje), Perić, Klarević (Čavelić), Baše (Bašić) és Filipčević családok. A makari Kačićok Andrijašević és Mitrović ágakra oszlottak, Baran fiának, Barannak leszármazottja pedig a Baranović család.

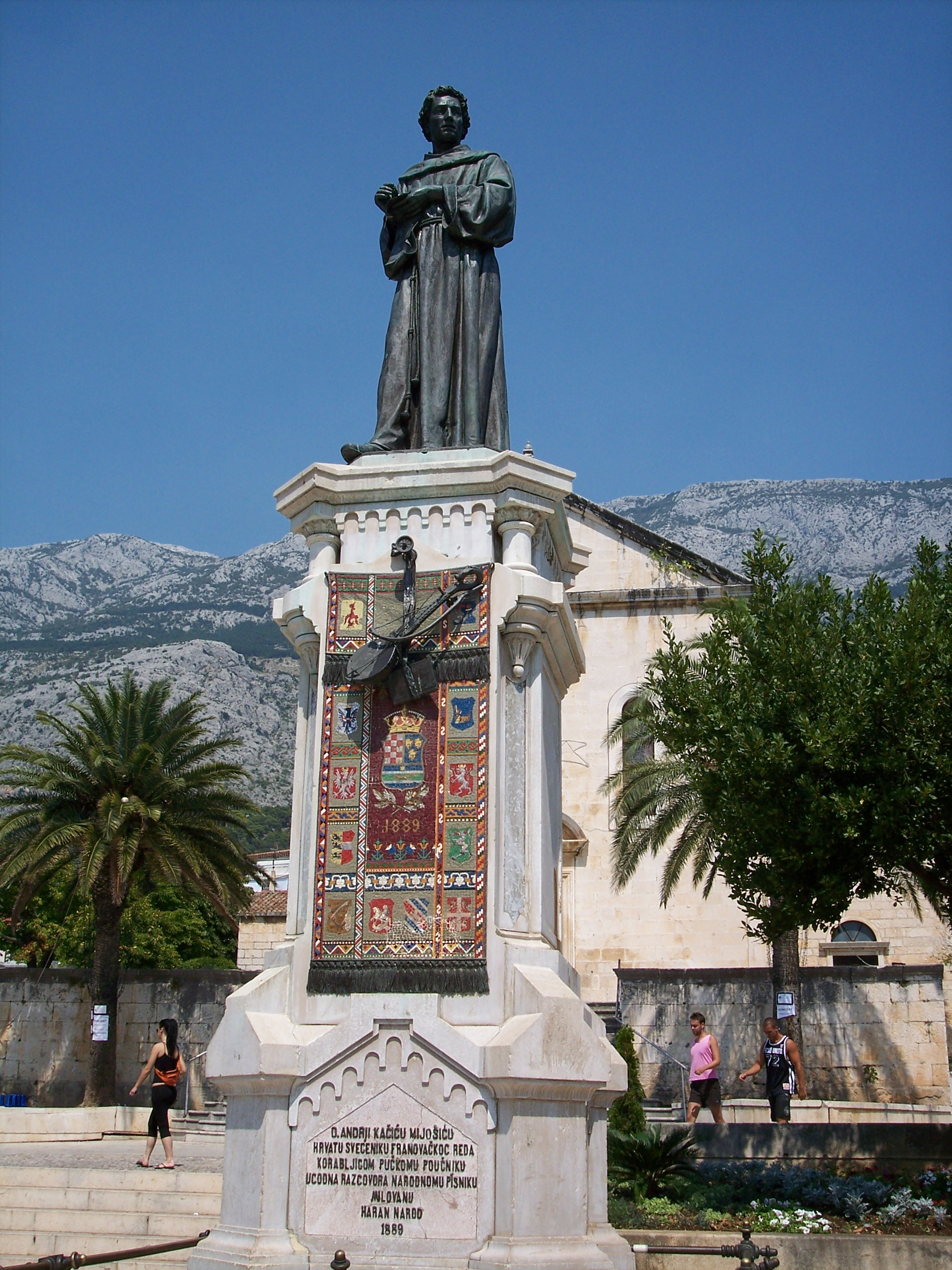
Andrija Kačić Miošić makarskai szobra

### A nemzetség híres tagjai Horvátországban
- Nikola Kačić, Sebena Kačić, Malduč Kačić, Radoš Kačić, Bogdan Kačić Omiš grófjai
- Juraj vagy Đuro Kačić, Omiš grófja I. István Ulászló szerb király veje
- Bartul Kačić-Žarković (1572–1645), makarskai püspök 1615 és 1645 között
- Petar Kačić-Šilje (1606–1661), makarskai püspök 1646 és 1660 között
- Pavao Barišić Kačić (?-1721), a Boszniai Ferences Rendtartomány tartományfőnöke 1693 és 1696 között
- Antun Kačić (1686–1745), Trau püspöke 1722 és 1730 között, Spalato érseke 1730 és  1745 között
- Andrija Kačić Miošić (1704–1760), ferences szerzetes, költő
- Juraj Paškal Terzić Kačić (1740–1820), kanonok és költő
- Pavao Klement Miošić Kačić (1786–1837), spalato-makarskai püspök 1829 és 1837 között
- Petar Peko Kačić (1830–1918), ferences szerzetes, etnográfus

## A nemzetség magyar ága
A magyar ág ősi birtoka a Nógrád vármegyei szécsényi uradalom volt az Ipoly mentén. A címere koronás arany oroszlán volt kék pajzson. A nemzetségből származott a Gertrúd magyar királyné elleni merénylet résztvevője, Simon bán. A nemzetségnek négy ága ismert, a Falkos ágból származott a 14. század elején felemelkedett Szécsényi család, amelyik a nemzetség többi ágának birtokait is megszerezte.

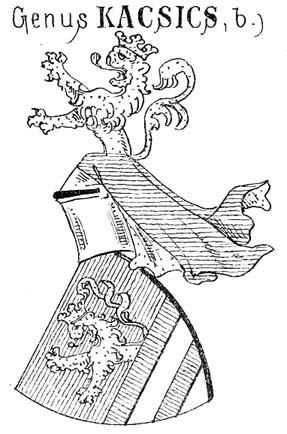
A Kacsics nembeli Szécsényi család címere

Könyves Kálmán a nemzetség egy Szalóc (Slauiz, Slawiz) nevű, bizonyára szláv anyanyelvű tagját nevezte ki a zömmel szlávok lakta Nógrád vármegye ispánjának. Feltehetően az Ipoly középső és felső medencéjében kapott birtokokat. A 13. századra a megye három legjelentősebb birtokosa a Záh, a Szolnok és a Kacsics nemzetség lett.
A nemzetség legrégibb birtokai az Ipoly mindkét partján terültek el. A balparton feküdt Szécsény, a hozzátartozó Rimóc, Géc és Almás településekkel, a jobbparton pedig Libercse, Losonc, Bolyk, Paróca és Garáb.
1213-ban a Kacsics nembeli Simon bán egyike volt Gertrúd magyar királyné gyilkosainak Töre fia Péter ispánnal együtt. A merénylet előkészítésében valószínűleg Simon öccse, az akkor ugyancsak szlavón bán Mihály vajda is részt vett. A nemzetségen ekkor a súlyos bel- és külpolitikai helyzet miatt a király ezt nem torolta meg, egyedül Töre fia Pétert húzatta karóba. Simon és Mihály birtokait — Szécsényt és annak tartozékait — csak 1228-ban kobozta el és adta a Szák nembeli Pósa nógrádi ispánnak a későbbi IV. Béla, akkor még ifjabb király. Az adománylevél egyértelművé teszi, hogy Béla ezzel szeretett anyjának megölését torolta meg:
„Béla Isten kegyelméből király, Magyarország királyának, elsőszülöttje, mindenkinek aki a jelen oklevelünket megtekinti, üdvösséget az Úrban! – Tudja meg mindenki, hogy midőn a mi édesanyánk meggyilkolásáért hűtlenségben részes némelyek birtokai szétosztódnának, Botos (Botus) fia Pósa (Pousa) ispánnak adtuk az ilyen hűtleneknek a Nógrád (Novigrad) várának a megyéjében lévő azon birtokait, amelyeknek ez a nevük: tudniillik Szécsény (Zychan) falut, Géc (Gecsely) falut és Rimóc (Rimouch) szabadosokkal (cum libertinis) akiknek ez a nevük: Torta, Szeme, Aba, és valamint Almás (Almos) nevű falut, szintén a szabadosokkal, akiknek a neve nem állt itt. És hogy a mi adományunk örök érvényre tegyen szert, megengedjük a jelen levelet a mi pecsétünk erejével örökre megerősíteni. Kelt Mátyás zágrábi prépostnak, udvari kancellárjának kezei által az üdvösség 1229. évében.”
Mihály halála után a nemzetség négy ágra bomlott: a Falkos, a Simon bán-féle, az Illés és a Leusták ágra. A legősibb Kacsics-birto a szécsényi uradalom volt; benne Szécsény egy része, Géc, Rimóc és Almás — ezekhez a nemzetség valamennyi ága ragaszkodott. További korai birtokaik a Felvidéken Kis- és Nagylibercse (Liszec), Paróca; illetve a kálnoki uradalom Bátka, Berzenke, Boholnok(?), Garáb, Kemenc, Liszkóc(?) és Ozdin településsel. Minden bizonnyal már 1313 előtt Kacsics-birtok volt Hollókő, valamint a hozzá tartozó Nagylóc és Csitár. Ugyancsak valószínű, hogy a Kacsics nemzetség építette meg már a tatárjárás előtt a füleki várat.
A nemzetség tagjai később is egyre-másra építették a várakat — jóval többet, mint ez más nemzetségeknél szokásban volt. Ők építették:
- a mai Szlovákiában:
  - Ozdin,
  - Nagylibercse (Lyžec),
  - Losonc-Királydomb,
  - (Ragyolc-)Sátoros-Kőszeghegy (Sátorosbánya?),
  - Somoskő és
  - Szécsénykovácsi-Hradistye;
- a mai Nógrád vármegyében:
  - Szécsény-Strázsapart,
  - Nagylóc-Várhegy,
  - Salgó,
  - Zagyvafő,
  - Sztrahora,
  - Mátraszőlős (Kisvár),
  - Baglyaskő,
  - Hollókő

várait.
A 14. század elején a nemzetség tagjai a Falkos ágbeli Szécsényi Tamás kivételével Csák Mátéhoz pártoltak. Az 1312-es rozgonyi csatában Csák Máté seregvezérei voltak, amiért birtokaikat Károly Róbert elkobozta és az ő oldalán küzdő Szécsényi Tamásnak adományozta; ő 1321-től 21 éven át erdélyi vajda volt. A Csák Mátétól később elpártolt Simon krassói és somlyói ispán lett 1319-ben.

## A nemzetség további magyar ágai

### Falkos ága
Falkos fia volt Kacsics nembeli Farkas, a Szécsényi család őse. A család első, ezen a néven ismert tagja Farkas fia, Szécsényi Tamás, Károly Róbert erdélyi vajdája volt.

### Illés ág
Ez ebből az ágból származó Péter nógrádi ispán (1246–1271) és leszármazottai építtették a legtöbb várat. Baglyaskő várát valószínűleg maga az ispán, akinek halála után a várat fia, Péter örökölte. A további leszármazottak közül:
- Mihály építtette Sztrahorát,
- Mikus építtette Hollókőt,
- Leusták és Jákó építtette Somoskőt.

### Leusták ág
- Szalatnyai család

### A nemzetség magyar ágának ismert tagjai
- Kacsics nembeli István (két erdélyi vajda apja)
- Simon bán (†1228 előtt), István fia, Mihály vajda testvére; 1205-ben erdélyi vajda. Gertrúd királyné egyik gyilkosa[32]
- Mihály vajda (†1212 előtt), István fia,[29] 1209–1212 között erdélyi vajda.
- Mihály fia Falkos Mihály vajda fia, a Falkos ág őse
- Kacsics nembeli Farkas pohárnokmester, Falkos fia, Szécsényi Tamás apja
- Simon fia Falkos, Simon bán fia, a füleki vár ura. A rablásairól, gyilkosságairól, hamispénzverő üzelmeiről hírhedt urat IV. Béla istenítéletre, majd börtönre ítélte. Külső nyomásra megkegyelmezett neki, de Illés fia Mihály megöletését már nem tűrte. 1246. január 18-án kelt oklevelében a várat és annak birtokait lefoglalta, majd a tatárok elleni harcokban részt vett hívének, Pók nembeli Móric királyi pohárnokmesternek adományozta.
- Kacsics nembeli Simon (ispán) krassói és somlyói ispán (1319–), székely ispán (1321–1327)[27]